# Martin Schirdewan
Martin Schirdewan (Berlín Est, 12 de juliol de 1975) és un polític alemany militant del partit Die Linke. El novembre de 2017, Schirdewan va substituir el diputat sortint Fabio De Masi i des de llavors és diputat europeu. A les eleccions al Parlament Europeu de 2019 es va presentar com a màxim candidat del seu partit. Des del 2019 és copresident del grup de L'Esquerra en el Parlament Europeu, juntament amb l'eurodiputada de La France Insoumise Manon Aubry, on és membre de la Comissió d'Afers Econòmics i Monetaris i membre adjunt de la Comissió de Mercat Interior i Protecció del Consumidor.

## Trajectòria
Schirdewan és el net del polític del Partit Comunista d'Alemanya i del Partit Socialista Unificat d'Alemanya Karl Schirdewan, i és pare d'un fill.
Del 1998 al 2003, Schirdewan va estudiar Ciències Polítiques a la Universitat Lliure de Berlín on es va doctorar. Del 2001 al 2008 va ser editor de la revista Utopie Kreativ de la Fundació Rosa-Luxemburg. A més, del 2006 al 2008 va ser redactor en cap de sacco & vanzetti, la revista juvenil del diari Neues Deutschland.
En la eva labor política s'ha significat a favor de la justícia fiscal i una política financera justa, del control de les empreses i el suport a la tasca dels sindicats europeus.

## Obra publicada
- Links – kreuz und quer. Die Beziehungen innerhalb der europäischen Linken. Dietz, Berlin 2008, ISBN 978-3-320-02153-5.